# کیومرث میرزا عمیدالدوله
کیومرث میرزا عمیدالدوله شاهزاده قاجار و فرزند قهرمان میرزا پسر عباس میرزا بود.
مادر عمیدالدوله حاجیه هما خانم دختر بهمن میرزا بهاءالدوله پسر فتحعلی شاه بود که پس از قهرمان میرزا به ازدواج فیروز میرزا پسر دیگر عباس میرزا درآمد. از این رو عمیدالدوله با نجم‌السلطنه، سرورالسلطنه و عبدالحسین میرزا فرمانفرما از طرف مادر برادر بود.
کیومرث میرزا در سال ۱۲۷۵ هجری قمری با وزارت محمداسماعیل خان وکیل‌ا‌لملک به حکومت کرمان منصوب شد و چند سال در این مقام برقرار بود.
کیومرث میرزا عمیدالدوله، عزیزالدوله دختر محمدشاه از بطن خدیجه‌خانم چهریقی را به همسری گرفته بود و از او صاحب دو پسر به‌نام‌های تاج‌الدین میرزا و شعاع‌الدین میرزا و یک دختر به‌نام جمیل‌الدوله (عزیزالدوله ثانی) گردید.